# Aulhat-Flat
Aulhat-Flat [oja fla] est une commune nouvelle située dans le département du Puy-de-Dôme, en région Auvergne-Rhône-Alpes, qui a été créée le 1er janvier 2016.

## Géographie
|        | Saint-Babel | Manglieu     |
| Orbeil | Aulhat-Flat | Sauxillanges |
|        | Brenat      |              |

### Climat
Pour des articles plus généraux, voir Climat d'Auvergne-Rhône-Alpes et Climat du Puy-de-Dôme.
En 2010, le climat de la commune est de type climat océanique dégradé des plaines du Centre et du Nord, selon une étude du Centre national de la recherche scientifique s'appuyant sur une série de données couvrant la période 1971-2000. En 2020, Météo-France publie une typologie des climats de la France métropolitaine dans laquelle la commune est exposée à un climat de montagne ou de marges de montagne et est dans la région climatique Nord-est du Massif Central, caractérisée par une pluviométrie annuelle de 800 à 1 200 mm, bien répartie dans l’année.
Pour la période 1971-2000, la température annuelle moyenne est de 11,1 °C, avec une amplitude thermique annuelle de 16,4 °C. Le cumul annuel moyen de précipitations est de 708 mm, avec 7,9 jours de précipitations en janvier et 6,3 jours en juillet. Pour la période 1991-2020, la température moyenne annuelle observée sur la station météorologique de Météo-France la plus proche, « Issoire », sur la commune d'Issoire à 5 km à vol d'oiseau, est de 12,0 °C et le cumul annuel moyen de précipitations est de 610,7 mm,. Pour l'avenir, les paramètres climatiques de la commune estimés pour 2050 selon différents scénarios d'émission de gaz à effet de serre sont consultables sur un site dédié publié par Météo-France en novembre 2022.

## Urbanisme

### Typologie
Au 1er janvier 2024, Aulhat-Flat est catégorisée commune rurale à habitat dispersé, selon la nouvelle grille communale de densité à sept niveaux définie par l'Insee en 2022.
Elle est située hors unité urbaine. Par ailleurs la commune fait partie de l'aire d'attraction de Clermont-Ferrand, dont elle est une commune de la couronne,. Cette aire, qui regroupe 209 communes, est catégorisée dans les aires de 200 000 à moins de 700 000 habitants,.

## Toponymie
Il convient de se reporter aux articles consacrés aux anciennes communes fusionnées.

## Histoire
Créée par un arrêté préfectoral du 18 novembre 2015, elle est issue du regroupement des communes d'Aulhat-Saint-Privat et de Flat qui deviennent des communes déléguées. Le chef-lieu de la commune nouvelle est fixé à  Flat.

## Politique et administration
Jusqu'aux prochaines élections municipales de 2020, le conseil municipal de la nouvelle commune est constitué de l'ensemble des conseillers municipaux des anciennes communes. Les maires des anciennes communes sont de droit maires délégués.

### Liste des maires
| Période      | Période                   | Identité       | Étiquette | Qualité  |
| ------------ | ------------------------- | -------------- | --------- | -------- |
| janvier 2016 | En cours (au 2 août 2020) | Gérard Thévier |           | Retraité |

### Communes déléguées
| Nom                 | Code Insee | Intercommunalité           | Superficie (km2) | Population (dernière pop. légale) | Densité (hab./km2) |
| ------------------- | ---------- | -------------------------- | ---------------- | --------------------------------- | ------------------ |
| Flat (siège)        | 63P01      | CC des Coteaux de l'Allier | 4,22             |                                   |                    |
| Aulhat-Saint-Privat | 63018      | CC des Coteaux de l'Allier | 8,56             |                                   |                    |

## Population et société

### Démographie
L'évolution du nombre d'habitants est connue à travers les recensements de la population effectués dans la commune depuis sa création.

En 2022, la commune comptait 938 habitants, en évolution de +3,3 % par rapport à 2016 (Puy-de-Dôme : +2,1 %, France hors Mayotte : +2,11 %).
| 2018 | 2022 |
| ---- | ---- |
| 914  | 938  |

## Économie
Il convient de se reporter aux articles consacrés aux anciennes communes fusionnées.

## Culture locale et patrimoine

### Lieux et monuments
Il convient de se reporter aux articles consacrés aux anciennes communes fusionnées.

### Personnalités liées à la commune
Il convient de se reporter aux articles consacrés aux anciennes communes fusionnées.